# スカイメイト
スカイメイトとは、日本の航空会社の国内線普通旅客運賃が、半額程度になる航空券割引運賃制度（旧称 : 青少年割引運賃）、およびその割引を受けるために一部会社で必要だった会員制度について指す。

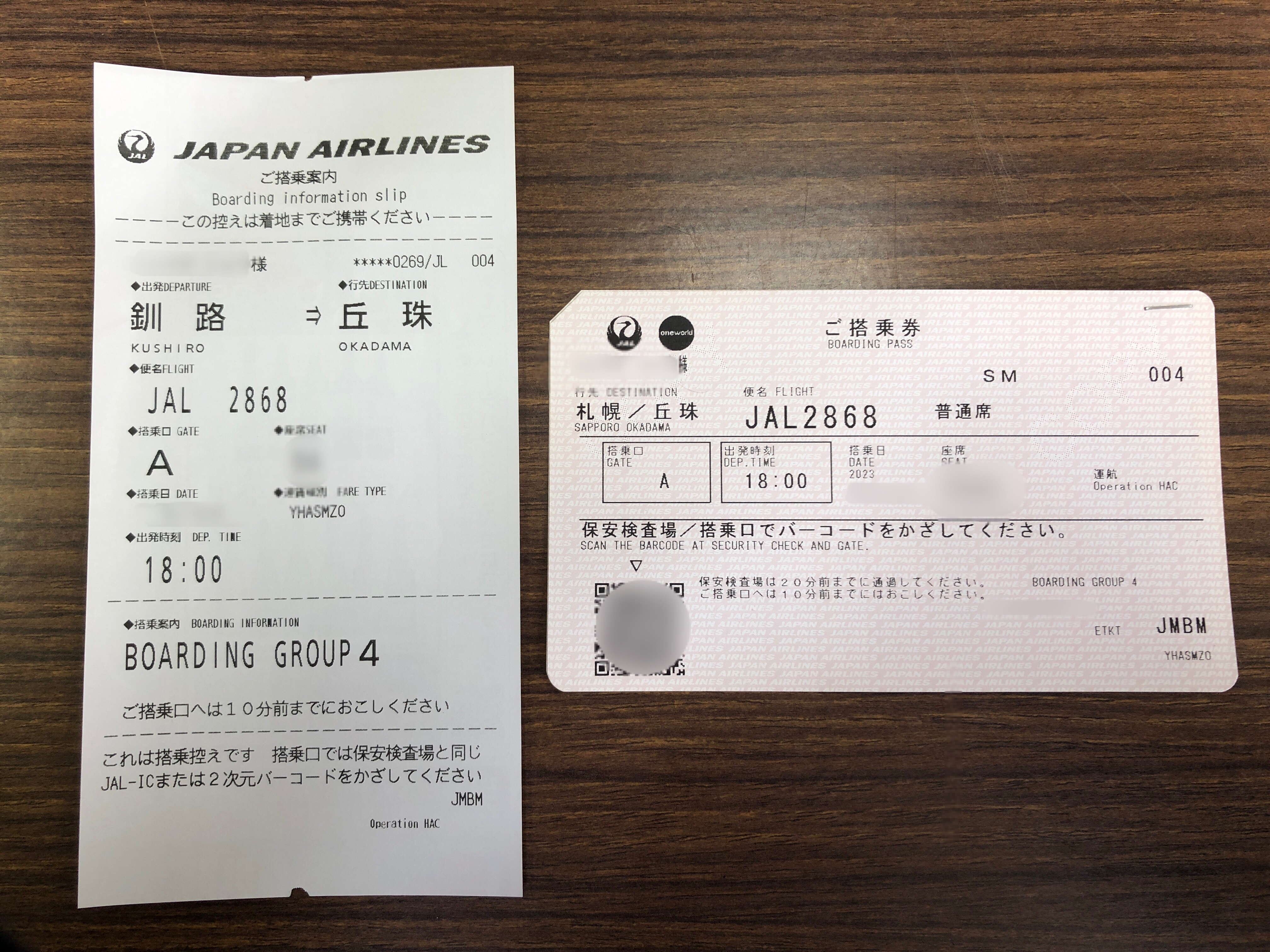
日本航空（運航はHAC）のスカイメイト搭乗券（右）、保安検査証（左）の例。搭乗券にSMと記載されているのがわかる。

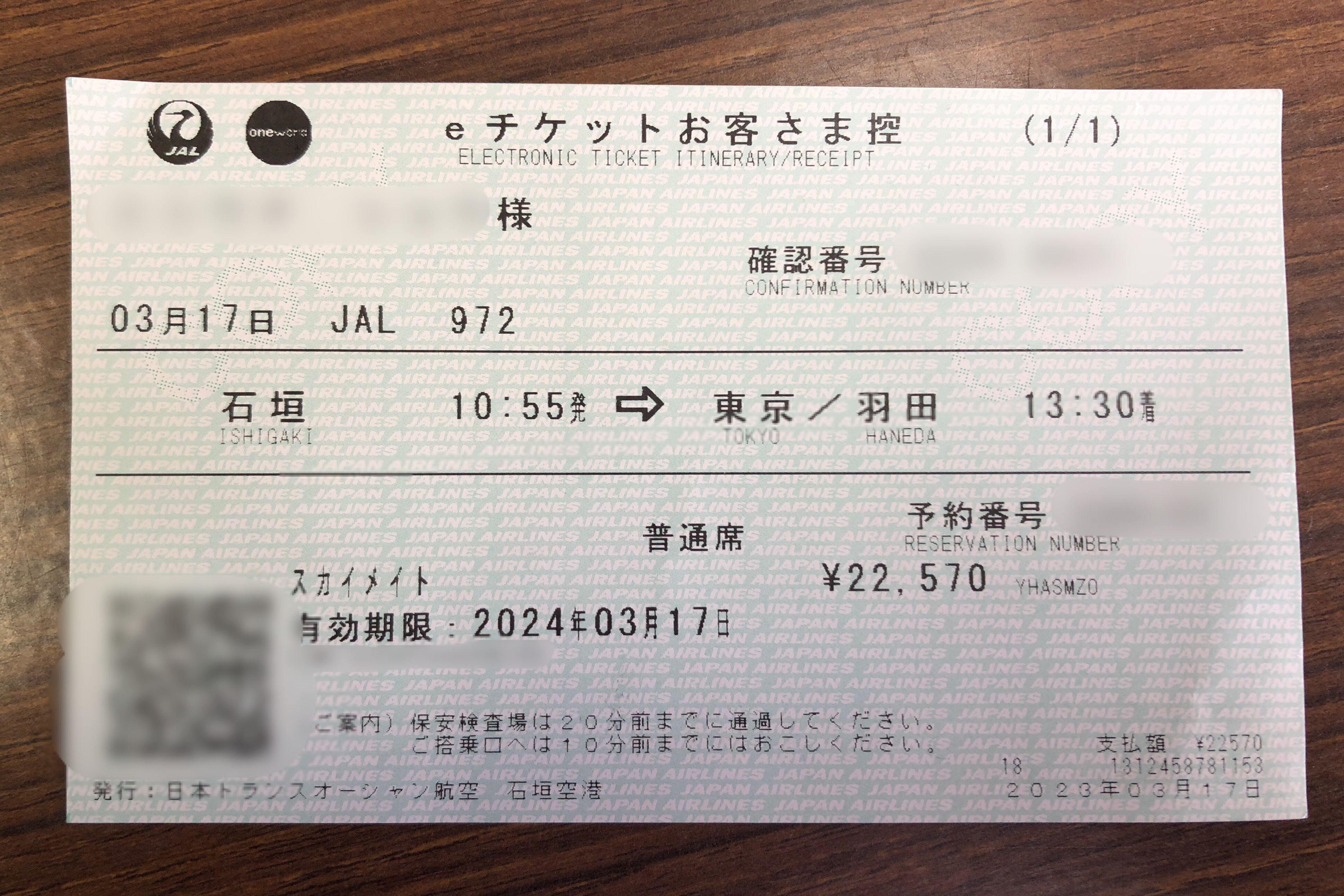
日本航空（運航はJTA）のスカイメイトeチケットお客様控の例。

## 概要
日本では2018年6月25日現在、大手の日本航空（JAL）、地域航空会社であるAIR DO（ADO）と北海道エアシステム（HAC）、天草エアライン（AMX）が実施している。かつてはスカイマーク（SKY）とソラシドエア（SNA）と全日本空輸（ANA）でも設定があった。対象年齢は満12歳以上から26歳未満まで。年齢制限による割引であり、学生割引ではない。対象年齢であれば社会人でも利用することができる。
当日、空港で残席がある場合に限り、その日に適用される普通運賃の48%前後割引される制度である。夏・冬・春休みおよびゴールデンウィーク期間などの多客期は35%程度、ローカル路線では採算性の関係上、通年で割引率が35%程度に設定されているものもある。

## 利用条件
健康保険証・パスポートのような公的書類のほか、学生証・生徒手帳等【年齢を確認できるもの】が必要である。原則として原本に限り、コピー不可の場合が多い。クレジットカード機能付きマイレージカード会員を除き初回搭乗時のみ【年齢を確認できるもの】を提示し、以降は主に大手航空会社などのようにマイレージカードの提示だけでよい場合と、主に地域航空会社などのように搭乗ごとに【年齢を確認できるもの】の提示が毎回必要な場合に分かれる。

### スカイメイト会員証・スカイメイトカード
大手二社の利用には、あらかじめ航空会社直営のカウンターで千円程度の発行手数料と証明写真を添えて、【年齢の確認できるもの】を提示の上、ANAでは「スカイメイト会員証」、JALでは「スカイメイトカード」の発行を受ける必要があった。近年発行していた会員証は磁気カードとなっていた。「スカイメイト会員証」・「スカイメイトカード」はスカイマークエアラインズ（当時、現スカイマーク）以外の各航空会社共通で使用可能であったが、発行から22歳に達するまでの最長5年間の有効期限が設けられ、有効期限満了時に22歳未満でスカイメイトの利用を継続する場合はあらためて発行手続きを行う必要があった。
2006年9月30日をもってANAでは発行を終了し、ANAマイレージクラブ会員またはANAカード会員専用の運賃となった。日本航空インターナショナル（当時、現日本航空）は
2006年10月1日、発行手数料を無料化、写真の貼り付けや5年毎の更新を不要にしてスカイメイトカードの発行を続けるものの、大手二社はスカイメイト会員証・スカイメイトカードの代わりに搭乗者本人名義のマイレージカードの提示だけでスカイメイト運賃の購入が可能になった。ただし、初回搭乗時に【年齢を確認できるもの】の提示も必要で、マイレージ会員情報にあらかじめ年齢（生年月日）が登録されている場合でも初回搭乗時に確認作業を行う。その航空会社が発行または提携するクレジットカードの会員（学生向けでないクレジットカードの会員も含む。）の場合は入会審査時に年齢確認が済んでいるため、初回搭乗時の【年齢を確認できるもの】の提示は不要である。
2012年3月31日をもってJALも新規発行を停止した。ただし、JALではJALマイレージバンク会員またはJALカード会員にならなくても【年齢を確認できるもの】を毎回提示すれば購入することができる。新規の発行停止後も有効期限内であればスカイメイト会員証・スカイメイトカードは使える。

### 航空会社の学生向けクレジットカード
日本航空グループ会社のJALカードが発行する学生向けクレジットカードの「JALカードnavi」、全日空とSMC・ジェーシービーとの提携カードで同じく「ANAカード <学生用 (STUDENT)>」には、以前（発行開始された1997年-1998年）から、クレジットカードの有効期限（通常、学校卒業予定年の3月まで）内でかつ22歳を迎える前日までそれぞれ自航空会社便のみ適用となるが、スカイメイト会員証・スカイメイトカードの代わりとして利用できた。会員証作成の手間や費用が省け、普通運賃利用と同等の積算マイルとなる利点がある。どちらも高校生を除いた18歳以上の学生向けのカードで、スカイメイト会員証・スカイメイトカード機能の他にもさまざまな場面でボーナスマイルが付与される特典などもある。
スカイメイト対象者本人が、これらの学生カードではないJALカード、ANAカードのみの会員の場合はボーナスマイルの付与対象外である。

## マイレージサービス
ANA・JALのスカイメイトのマイル積算比率は、普通席の場合、普通運賃の75%となっている。ただし、前述のとおり学生向けクレジットカード会員本人が搭乗した場合は積算比率75%にボーナスマイル25%が加算され、普通運賃の約100%（端数処理により若干変動する。）積算となる。
ADOは「DOマイル」のポイント、HACは「HACフライトポイント」、AMXはポイントの積算対象運賃となっている。

## 購入・搭乗手続き
出発当日に空港の航空会社直営の購入カウンターに出向いて、搭乗便に空席がある場合に購入と搭乗手続きを行うのが一般的である。ただし、SKYは当日でも搭乗予定便の搭乗手続き開始後にならないと購入が出来なかった。購入・搭乗手続きの期限を搭乗予定便の出発時刻の20分前までと決めている航空会社が多い。
購入・搭乗手続き時に、前述のとおり年齢の確認できるものまたはマイレージカードの提示が必要である。大手二社では、会員情報の登録と年齢確認が済んでいるか、またはクレジットカードの会員（学生向けでないクレジットカードの会員も含む。）であれば、カードを挿入するか、FeliCa機能付カードまたはおサイフケータイをかざすことで窓口に並ばなくても自動券売機で購入および発券することもできる。
空席が少なければ、最終的に空席が見込まれる場合に搭乗手続きが行われる。満席であれば空席待ち（キャンセル待ち）をするか、空席の他便へ変更するか、取り消してオープンチケットへ変更せざるを得なくなる。空席待ちを行う場合でも、大手二社の場合、マイレージ上級会員→スカイメイト以外の運賃で待っている客の順に空席待ちが優先されるため、座席確保が非常に困難な場合がある。しかし、マイレージ上級会員がスカイメイトを利用する場合は運賃種別に関係なく空席待ちが優先されるため、非常に有利になる。
ANAのSKiPサービス、JALタッチ&ゴーサービスは利用できない。

## 変更
航空会社によって変更に関する規定が異なる。変更が一切できない航空会社もある。
大手二社ではマルチエアポート設定都市内に限り発着空港の変更ができる。空席があれば上位クラスへの変更もでき、クラスに応じたマイルが加算される。どちらの場合も過不足があれば空港使用料などの差額調整が必要である。
原則として航空会社の変更はできないことが多い。ANAでは他社が運航するコードシェア便にANAの便名であれば変更することができる。

### オープンチケット
予約をすることはできないが、ANA・JAL・ADOでは搭乗予定日以前にスカイメイト運賃でのオープンチケット（もしくは航空券引換証）の発券が直営カウンター・一部の指定旅行会社で可能である。予約できない（空席待ち扱い）が、航空券の発行日および発行日の翌日から起算して90日間有効である。
オープンチケットの場合は当日空港の有人チェックインカウンターに出向いた際に空席がある場合に搭乗できる（チェックインカウンターで本人年齢確認が必要になるため）。利用制限期間はないが、購入した航空券の運賃額と搭乗時の適用運賃額が異なる場合は差額調整が必要である。

## 払い戻し
ANA・JAL・ADOでは、航空券の有効期間および有効期間満了日の翌日から起算して10日以内に限り、払い戻しをすることができる。払戻手数料は航空券1枚につき400円＋消費税、取消手数料はかからない。
AMXでは搭乗予定便のみ有効で、欠航便となった場合を除き、払い戻しができない。

## 関連する割引運賃
スカイメイト運賃は割引率が高いメリットがあるが、予約できないデメリットがあることから、予約可能な代わりに割引率を縮小し、諸条件を設けた次のような派生型の割引運賃が設けられた。

### 現存する割引運賃

#### 学生割引
航空会社の学生割引は一般的に学校教育法第1条の規程による幼稚園を除く学校の学生および生徒、学校教育法第82条の2の規定によって設立された専修学校及び同法第83条の規定によって設立された各種学校の学生および生徒が割引の対象となる。航空会社によっては国際学生証を保持する人が割引の対象になる。学生割引であるのでスカイメイトと違い22歳未満であっても学生ではないフリーター・無職・勤労者などでは適用されないのが原則である。また、学生であれば原則として年齢制限はない。
購入時または搭乗手続きの際に学生証または生徒手帳、在学証明書などを提示する必要がある。ただし、航空会社によってはその航空会社が運営する会員サービスに登録し、初回搭乗時に手続きをすることで学生証等の提示を省略することができる場合もある。学生証等をコピーしたものや住所が手書き式の場合、受け付けない場合もある。
予約ができるヤング割
SNAが2003年からスカイメイト・受験生割引を廃止統合して「スカイユース割引」という名称で設定した学生割引と青少年割引の両方の性質を持つ運賃である。上記の学校教育法の規定による学生および生徒のほかに、国際学生証保有者、満12歳以上22歳未満であれば社会人も利用できる。
当日まで予約・購入することができる。「ソラシドスマイルクラブ」のSSCマイル積算比率は普通運賃の75%となっている。
2008年12月1日より運賃の名称を「スカイユース割引」から「予約ができるヤング割」に変更した。適用条件の変更はなかった。
2014年2月1日以降は予約変更がすることができなくなり、航空券を払い戻す際には払戻手数料のほかに所定の取消手数料が出発時刻前であってもかかるようになった。「ソラシドスマイルクラブ」のSSCマイル積算比率の変更はなかった。
スター学割
スターフライヤー（SFJ）が2006年11月1日搭乗分より新たに設定した学生割引運賃である。設定当初から国際学生証保有者も対象となっている。
当日まで予約・購入することができるが、予約便限り有効で、予約変更がすることができない。航空券を払い戻す際には出発時刻前であっても払戻手数料のほかに所定の取消手数料がかかる。「STAR LINK」のマイル積算比率は普通運賃の50%となっている。

#### 予約スカイメイト
購入時または搭乗手続きの際に【年齢の確認できるもの】を提示する必要がある。年齢制限による割引であり、対象年齢であれば社会人でも利用することができる。
アンダー21
オリエンタルエアブリッジ（ORC）が設定する満12歳以上から22歳未満までを対象とする割引運賃である。いわゆる「予約変更が可能な運賃」であり、予約期限や有効期間、払い戻しの規定は普通運賃と同じ規則が適用される。
ユース割アンダー21運賃
AMXが設定する満12歳以上から22歳未満までを対象とする割引運賃である。対象路線に制限がある。当日まで予約・購入することができるが、搭乗日の7日前からしか予約することができない。予約便限り有効で、予約変更がすることができない。欠航便となった場合を除き、払い戻しができない。ポイント積算対象運賃となっている。AMXでは全路線を対象とした「スカイメイト割引運賃」も発売している。
スカイメイト1
SKYが2014年5月31日搭乗分から新たに設定した割引運賃である。
いわゆる「予約変更ができない運賃」であり、航空券を払い戻す際には出発時刻前であっても払戻手数料のほかに所定の取消手数料がかかる。搭乗日前日の午前7時から搭乗日当日までと、予約受付期間に制限がある。一部の路線には設定がない。
スマートU（ユース）25
全日空（ANA）が2016年12月1日搭乗分から新たに設定した、満12歳以上25歳以下を対象とした当日予約可能の割引運賃である

### 廃止された割引運賃

#### 受験生割引
1985年度からJAL・ANA・JAS（TDA）で設けられた運賃で、北海道国際航空（当時、現AIRDO）でも2002年度から設定していた。2010年秋にANA、日本航空インターナショナル（当時、現日本航空）、北海道国際航空（当時名、現AIRDO）、ともに2010年度（2011年1-3月）の設定の中止を発表し、廃止された。
受験シーズンである1月10日前後から3月中旬まで設定されるもので、学校教育法の一条校で定められた入学試験、または入学手続きのために利用にする場合に、受験者本人に限って適用された。当日まで予約が可能で、運賃設定は、スカイメイトと同額が多かった。搭乗手続き時に、受験票や入学手続き書類の提示が必要で、同伴者にはこの割引が適用されなかった。また、夏から冬にかけて大学推薦入試が行われる所も多いが、設定期間外は受験生割引の適用はなかった。
いわゆる「予約変更が可能な運賃」であり、予約期限や有効期間、払い戻しの規定は普通運賃と同じ規則が適用されていた。マイレージ積算比率は、普通席の場合、スカイメイトと同じ普通運賃の75%となっていた。搭乗手続き時に、関係書類の確認を行うため、最後までANAのSKiPサービスやJALタッチ&ゴーサービスには対応しなかった。
受験生合格チケット
SKYが時期限定で設定した運賃で、入学試験時に利用する場合、同伴者も割引対象となっていた。

#### 廃止された学生割引
DO学割
ADOが2000年10月1日搭乗分から2012年3月31日発券分まで設定していた学生割引運賃である。途中から国際学生証保有者も対象となっていた。
いわゆる「予約変更が可能な運賃」であり、予約期限や有効期間、払い戻しの規定は普通運賃と同じ規則が適用されていた。夏休みなど設定のない期間があった。スカイメイトよりは高い運賃設定であった。「DOマイル」のポイント積算対象運賃となっていた。
早起きヤング便
SNAが2008年12月1日より新たに設定した学生割引と青少年割引、特定便割引の性質を持った運賃である。2014年3月29日搭乗分をもって廃止された。対象者は「予約ができるヤング割」と同じであり、羽田発朝6時台7時台の早朝便に限定した。ただし適用条件は「予約ができるヤング割」と異なり、予約便限り有効で、航空券を払い戻す際には出発時刻前であっても払戻手数料のほかに所定の取消手数料がかかった。当日まで予約・購入することができた。「ソラシドスマイルクラブ」のSSCマイル積算比率は普通運賃の50%となっていた。

#### 廃止された予約スカイメイト
予約スカイメイト
旧JASが1995年頃から設定していた、名称のとおり事前予約が出来るスカイメイト運賃である。スカイメイト会員が利用できるが、普通運賃の約25%割引と当時の回数券並みであまり値引かれず、多客期にはこの運賃自体が設定されないなど、使い勝手はあまり良くなかった。

#### 国際線版スカイメイト
JALが1989年に「ユース・スタンドバイ」という名称の国際線版スカイメイト運賃を11月から翌1990年3月まで試験的に導入することを発表し、5月のIATA運賃調整会議に提案した。事前に空席待ちを入れて出発当日に空席があった場合、運賃の半額-6割引とするものであったが、航空・旅行業界からの強い反発があり、実現は頓挫してしまった。
その後、若年者向けの国際線正規割引（PEX）運賃として「スペシャル（学割）悟空」を設定したが、徐々に留学またはワーキング・ホリデーのみ対象とした専用運賃に置き換わり、「悟空」も運賃体系の見直しにより廃止され、2010年度から「ダイナミックセイバー」に統合された。